# Менхвайлер
Менхвайлер (нім. Mönchweiler) — громада в Німеччині, знаходиться в землі Баден-Вюртемберг. Підпорядковується адміністративному округу Фрайбург. Входить до складу району Шварцвальд-Бар.
Площа — 9,60 км2. Населення становить 2976 ос. (станом на 31 грудня 2020).